# Kent (British Columbia)
Kent ist eine Gebietsgemeinde („District Municipality“) am östlichen Rand des Lower Mainland der kanadischen Provinz British Columbia. Das Zentrum der Gemeinde hat sich in der Neighbourhood „Agassiz“ herausgebildet. Die Gemeinde gehört zum Fraser Valley Regional District und liegt am Nordufer des Fraser River, rund 120 km westlich von Vancouver. Die westliche Gemeindegrenze wird durch den Harrison River gebildet. Harrison Hot Springs liegt etwa 10 km nördlich von Kent.
Einer der vorherrschenden örtlichen Wirtschaftszweige ist die Landwirtschaft. Ein Hauptarbeitgeber in der Gemeinde ist der Correctional Service of Canada, der hier mit der „Mountain Institution“ ein Bundesgefängnis der mittleren Sicherheitsstufe und mit der „Kent Institution“ ein Bundesgefängnis der höchsten Sicherheitsstufe betreibt. Die beiden Einrichtungen sind zusammen für über 700 Insassen ausgelegt.

## Geschichte
Das Gebiet, in dem die Gemeinde liegt, ist traditionelles Siedlungs- und Jagdgebiet der First Nations, hier der Stó:lō. Im Westen der Gemeinde findet sich ein Reservat, „Seabird Island“, welches von verschiedenen Gruppen der First Nations bewohnt wird.
Der Fraser-Canyon-Goldrausch wirkte sich auch auf die entstehende Gemeinde aus. Viele Siedler ließen sich hier nieder. Der Name der Neighbourhood „Agassiz“ geht auf eine dieser Siedlerfamilien zurück. Da viele der ersten Siedler aus England kamen und hier Hopfen anbauten, entschieden sie sich ihre entstehende Gemeinde nach dem englischen Kent zu benennen, da dort auch Hopfen angebaut wurde.
Im Jahr 1881 wurde die Gemeinde an das Eisenbahnnetz angeschlossen und erhielt in „Agassiz“ einen Haltepunkt.
Die Zuerkennung der kommunalen Selbstverwaltung für die Gemeinde erfolgte bereits am 1. Januar 1895 (incorporated als District Municipality). Kent gehört damit zu den ältesten 25 Gemeinden in British Columbia, die alle bereits vor 1900 offiziell gegründet wurden.
Um die Jahrhundertwende entstand in „Agassiz“ auch eine landwirtschaftliche Forschungseinrichtung des Bundes. Ein aus dieser Zeit noch erhaltenes Gebäude, das „Research Station Building 13“, gilt heute als von besonderem historischen Wert. Ebenso wie der „Kilby General Store“ aus derselben Zeit.

## Demographie
Der Zensus im Jahr 2016 ergab für die Gemeinde eine Bevölkerungszahl von 6067 Einwohnern, nachdem der Zensus im Jahr 2011 für die Gemeinde eine Bevölkerungszahl von nur 5664 Einwohnern ergab. Die Bevölkerung hat dabei im Vergleich zum letzten Zensus im Jahr 2011 um 7,1 % zugenommen und liegt damit leicht über dem Provinzdurchschnitt, mit einer Bevölkerungszunahme in British Columbia um 5,6 %. Im Zensuszeitraum 2006 bis 2011 hatte die Einwohnerzahl in der Gemeinde deutlich stärker als die Entwicklung in der Provinz um 19,5 % zugenommen, während sie im Provinzdurchschnitt um 7,0 % zunahm.
Für den Zensus 2016 wurde für die Gemeinde ein Medianalter von 48,5 Jahren ermittelt. Das Medianalter der Provinz lag 2016 bei nur 43,0 Jahren. Das Durchschnittsalter lag bei 45,7 Jahren, bzw. ebenfalls bei 42,3 Jahren in der Provinz. Zum Zensus 2011 wurde für die Gemeinde noch ein Medianalter von 45,3 Jahren ermittelt. Das Medianalter der Provinz lag 2011 bei nur 41,9 Jahren.

## Verkehr
Die Gemeinde ist für den Straßenverkehr gut erschlossen und liegt am Highway 7, welcher in Ost-West-Richtung die Gemeinde durchquert. Zusätzlich durchquert in Nord-Süd-Richtung der Highway 9 Kent, der dann am Südufer des Fraser River in den Highway 1 (den Trans-Canada Highway) einmündet. Obwohl die Gemeinde an einer Eisenbahnstrecke der Canadian Pacific Railway liegt, hält routinemäßig hier kein Zug. Ein örtlicher/regionaler Busverkehr, betrieben durch BC Transit in Kooperation, verbindet Kent mit Chilliwack und  Harrison Hot Springs. Außerdem gibt es eine Verbindung über Yale nach Hope. Der nächstgelegene Flugplatz ist der von Chilliwack.